# Pseudolycoriella hispana
Pseudolycoriella hispana is een muggensoort uit de familie van de rouwmuggen (Sciaridae). De wetenschappelijke naam van de soort is voor het eerst geldig gepubliceerd in 1957 door Lengersdorf.